# Phó Thủ tướng Chính phủ (Việt Nam)
Phó Thủ tướng Chính phủ là một chức vụ trong Chính phủ Việt Nam, được quy định ngay từ Hiến pháp 1946. Kể từ năm 1981, theo Hiến pháp 1980, chức vụ này được gọi là Phó Chủ tịch Hội đồng Bộ trưởng. Phó Thủ tướng thường trực Chính phủ đổi gọi là Phó Chủ tịch thứ nhất Hội đồng Bộ trưởng. Từ 24 tháng 9 năm 1992, chức danh Phó Thủ tướng Chính phủ đã được sử dụng trở lại theo Hiến pháp 1992.
Trong Chính phủ Việt Nam từ năm 1955 có nhiều ghế Phó Thủ tướng. Kỷ lục nhất là vào năm 1987 có tới 15 Phó Chủ tịch Hội đồng Bộ trưởng lần lượt tại nhiệm (trong đó có 11 Phó Chủ tịch Hội đồng Bộ trưởng đồng thời hoạt động từ tháng 2/1987) và trong nhiệm kỳ Quốc hội khóa VII (1981-1987) tổng cộng có tới 18 người đảm nhiệm Phó Chủ tịch Hội đồng Bộ trưởng.
Năm 2025, Chính phủ có số lượng chức vụ Phó Thủ tướng là 7 Phó Thủ tướng, bao gồm:
- Phó Thủ tướng phụ trách Nội chính
- Phó Thủ tướng phụ trách Tư pháp, Y tế, Giáo dục
- Phó Thủ tướng phụ trách Đối ngoại, Công thương
- Phó Thủ tướng phụ trách về Kinh tế tổng hợp
- Phó Thủ tướng phụ trách về Kinh tế ngành
- Phó Thủ tướng phụ trách về Khoa học và Công nghệ
- Phó Thủ tướng phụ trách về Văn hóa, Xã hội

Một trong các Phó Thủ tướng Chính phủ sẽ được phân công làm Phó Thủ tướng Thường trực Chính phủ. Về mặt Đảng, Phó Thủ tướng Thường trực Chính phủ kiêm Phó Bí thư Thường trực Đảng ủy Chính phủ.
Phó Thủ tướng Thường trực Chính phủ là một chức danh đặc biệt, có thể trở thành Phụ trách điều hành Chính phủ khi Thủ tướng tạm thời không thể tiếp tục công việc, từ chức hoặc qua đời cho đến khi Quốc hội bầu Thủ tướng mới. Phó Thủ tướng Thường trực Chính phủ thường là Ủy viên Bộ Chính trị. Chức vụ Phó Thủ tướng thường trực Chính phủ hiện nay nhiệm kỳ 2021 - 2026 do ông Nguyễn Hoà Bình nắm giữ.

## Trong Hiến pháp Việt Nam
Theo Hiến pháp 1946 của nước Việt Nam Dân chủ Cộng hòa, Phó Thủ tướng là chức vụ có thể có, nằm trong Nội các. Nội các lại là một bộ phận trong Chính phủ. Chương IV Điều 44 có ghi: Chính phủ gồm có Chủ tịch nước Việt Nam Dân chủ Cộng hoà, Phó chủ tịch và Nội các. Nội các có Thủ tướng, các Bộ trưởng, Thứ trưởng. Có thể có Phó thủ tướng.
Hiến pháp 1959 thì chức vụ Phó Thủ tướng là thành phần bắt buộc trong Hội đồng Chính phủ. Chương VI Điều 72 ghi: Hội đồng Chính phủ gồm có: Thủ tướng, các Phó thủ tướng, các Bộ trưởng, các Chủ nhiệm các Uỷ ban Nhà nước, Tổng giám đốc ngân hàng Nhà nước. Tổ chức của Hội đồng Chính phủ do luật định. Chương VI Điều 75 ghi: Thủ tướng Chính phủ chủ tọa Hội đồng Chính phủ và lãnh đạo công tác của Hội đồng Chính phủ. Các Phó Thủ tướng giúp Thủ tướng, có thể được ủy nhiệm thay Thủ tướng khi Thủ tướng vắng mặt.
Sau khi Việt Nam thống nhất, Hiến pháp nước Cộng hòa Xã hội chủ nghĩa Việt Nam được thông qua năm 1980. Hiến pháp quy định: Hội đồng bộ trưởng là Chính phủ của nước Cộng hoà xã hội chủ nghĩa Việt Nam, là cơ quan chấp hành và hành chính Nhà nước cao nhất của cơ quan quyền lực Nhà nước cao nhất. Chương VIII Điều 105 có ghi: Hội đồng Bộ trưởng gồm có: Chủ tịch Hội đồng Bộ trưởng, các Phó Chủ tịch Hội đồng Bộ trưởng, các bộ trưởng và Chủ nhiệm Uỷ ban Nhà nước. Chương VIII Điều 111 ghi: Các Phó Chủ tịch Hội đồng Bộ trưởng giúp Chủ tịch và có thể được uỷ nhiệm thay Chủ tịch khi Chủ tịch vắng mặt. Theo đó, chức vụ Phó Thủ tướng được thay thế bằng chức vụ Phó Chủ tịch Hội đồng Bộ trưởng có quyền hạn tương ứng.
Hiến pháp năm 1992 Chương VIII Điều 110 ghi: Chính phủ gồm có Thủ tướng, các Phó Thủ tướng, các Bộ trưởng và các thành viên khác. Ngoài Thủ tướng, các thành viên khác của Chính phủ không nhất thiết là đại biểu Quốc hội... Phó Thủ tướng giúp Thủ tướng làm nhiệm vụ theo sự phân công của Thủ tướng. Khi Thủ tướng vắng mặt thì một Phó Thủ tướng được Thủ tướng ủy nhiệm thay mặt lãnh đạo công tác của Chính phủ. Chức vụ Phó Thủ tướng theo Hiến pháp 1992 có thể trao cho những cá nhân không phải Đại biểu Quốc hội.
Hiến pháp 1992 sửa đổi, bổ sung năm 2001 quy định tương tự tại cùng chương mục. Nhưng trong Chương VIII Điều 114 về nhiệm vụ và quyền hạn của Thủ tướng Chính phủ có ghi Thủ tướng có quyền hạn: Đề nghị Quốc hội thành lập hoặc bãi bỏ các bộ và các cơ quan ngang bộ; trình Quốc hội phê chuẩn đề nghị về việc bổ nhiệm, miễn nhiệm, cách chức Phó Thủ tướng, Bộ trưởng, các thành viên khác của Chính phủ...
Hiến pháp năm 2013 Chương VII Điều 95 Khoản 1 ghi: Chính phủ gồm Thủ tướng Chính phủ, các Phó Thủ tướng Chính phủ, các Bộ trưởng và Thủ trưởng cơ quan ngang bộ. Cơ cấu, số lượng thành viên Chính phủ do Quốc hội quyết định. Chính phủ làm việc theo chế độ tập thể, quyết định theo đa số. Điều 95 Khoản 3 ghi: Phó Thủ tướng Chính phủ giúp Thủ tướng Chính phủ làm nhiệm vụ theo sự phân công của Thủ tướng Chính phủ và chịu trách nhiệm trước Thủ tướng Chính phủ về nhiệm vụ được phân công. Khi Thủ tướng Chính phủ vắng mặt, một Phó Thủ tướng Chính phủ được Thủ tướng Chính phủ ủy nhiệm thay mặt Thủ tướng Chính phủ lãnh đạo công tác của Chính phủ. Chương VII Điều 98 ghi nhiệm vụ và quyền hạn của Thủ tướng bao gồm: ...Trình Quốc hội phê chuẩn đề nghị bổ nhiệm, miễn nhiệm, cách chức Phó Thủ tướng Chính phủ, Bộ trưởng và thành viên khác của Chính phủ; bổ nhiệm, miễn nhiệm, cách chức Thứ trưởng, chức vụ tương đương thuộc bộ, cơ quan ngang bộ; phê chuẩn việc bầu, miễn nhiệm và quyết định điều động, cách chức Chủ tịch, Phó Chủ tịch Ủy ban nhân dân tỉnh, thành phố trực thuộc trung ương...

## Lịch sử
Ngày 16 và 17 tháng 8 năm 1945, trong thời gian diễn ra Cách mạng tháng Tám, đại đại biểu cách mạng trên toàn lãnh thổ Việt Nam đã họp Quốc dân Đại hội tại Tân Trào, Tuyên Quang. Đại hội đã bầu ra Ủy ban Dân tộc Giải phóng Việt Nam, được xem là tiền thân của Chính phủ lâm thời, do Hồ Chí Minh làm Chủ tịch, Trần Huy Liệu giữ chức Phó Chủ tịch. Trước đó, sau khi đảo chính Pháp, chính quyền chiếm đóng Nhật Bản lập nên Nội các Trần Trọng Kim trong chính quyền nhà Nguyễn của vua Bảo Đại với Trần Văn Chương năm chức Phó Tổng trưởng Nội các. 
Ngày 30 tháng 8, trước khí thế cách mạng, Bảo Đại tuyên bố thoái vị. Ngày 2 tháng 9 năm 1945, nước Việt Nam Dân chủ Cộng hòa thành lập, dưới sự điều hành của Chính phủ Cách mạng lâm thời. Chính phủ lâm thời không có ai giữ chức danh Phó Thủ tướng.
Sau cách mạng, quân Trung Hoa Dân quốc của chính quyền Tưởng Giới Thạch lấy danh nghĩa quân Đồng minh tiến vào bắc vĩ tuyến 16. Phía nam, quân đội Pháp dưới sự hỗ trợ của quân Anh trở lại xâm lược. Một số thế lực như Việt Quốc và Việt Cách theo chân quân đội Tưởng về nước tiến hành gây rối. Trước tình hình khó khăn, Mặt trận Việt Minh đồng ý thỏa hiệp với Việt Quốc và Việt Cách, cải tổ Chính phủ lâm thời thành Chính phủ Liên hiệp lâm thời vào ngày 1 tháng 1 năm 1946. Chủ tịch Chính phủ là Hồ Chí Minh, Phó Chủ tịch Chính phủ là Nguyễn Hải Thần thuộc Việt Cách.
Ngày 2 tháng 3 năm 1946, Quốc hội khóa I họp kỳ họp đầu tiên, thông qua các quyết sách cơ bản, thông qua Hiến pháp và thông qua danh sách Chính phủ. Chính phủ do Quốc hội bầu ra mang tên Chính phủ Liên hiệp Kháng chiến do Chủ tịch Chính phủ Hồ Chí Minh nắm quyền lãnh đạo, 	Nguyễn Hải Thần tiếp tục giữ chức Phó Chủ tịch Chính phủ, tuy Hiến pháp quy định chức danh đứng đầu chính phủ là Thủ tướng và Phó Thủ tướng. Có thể vì lý do kiêm nhiệm chức Chủ tịch nước.
Ngày 3 tháng 11 năm 1946, thay cho Chính phủ Liên hiệp Kháng chiến, Quốc hội thông qua Chính phủ Liên hiệp Quốc dân nhằm đáp ứng tình hình mới. Chính phủ do Chủ tịch Hồ Chí Minh đứng đầu, cấp phó được bỏ trống. Tháng 8 năm 1949, nguyên Bộ trưởng Bộ Tài chính Phạm Văn Đồng được giữ chức Phó Thủ tướng. Chính phủ Liên hiệp Quốc dân đóng vai trò lãnh đạo nhân dân trong cuộc kháng chiến chống Pháp.
Trong thời gian chiến tranh, thực dân Pháp tiến hành thành lập chính quyền bù nhìn tay sai. Đầu tiên là Chính phủ tự trị ở Nam Kỳ vào ngày 1 tháng 6 năm 1946 hòng chia cắt Việt Nam. Đến ngày 27 tháng 5 năm 1948, Pháp cho thành lập Chính phủ Trung ương lâm thời Việt Nam nhằm thành lập một chính quyền bù nhìn trên danh nghĩa toàn Việt Nam sẽ do Bảo Đại đứng đầu. Chính phủ đầu tiên do Trần Văn Hữu làm Phó Thủ tướng. 
Sau khi Hiệp định Genève được ký kết, Việt Nam bị chia làm hai miền tập kết. Chính phủ Việt Nam Dân chủ Cộng hòa quản lý miền Bắc vĩ tuyến 17. Ngày 20 tháng 9 năm 1955, trong kỳ họp thứ năm của Quốc hội khóa I, Chính phủ Liên hiệp Quốc dân được tiến hành cải tổ, mở rộng. Phó Thủ tướng Phạm Văn Đồng giữ chức Thủ tướng, Phan Kế Toại giữ chức Phó Thủ tướng kiêm Bộ trưởng Bộ Nội vụ, Đại tướng Võ Nguyên Giáp giữ chức Phó Thủ tướng kiêm Bộ trưởng Bộ Quốc phòng. Đến kỳ họp thứ 8 (29 tháng 4 năm 1958), bầu hai Phó Thủ tướng mới là Trường Chinh và Phạm Hùng.
Quốc hội khóa II năm 1960 bầu ra Chính phủ có 5 Phó Thủ tướng là Võ Nguyên Giáp, Phạm Hùng, Phan Kế Toại, Nguyễn Duy Trinh, Lê Thanh Nghị. Phó Thủ tướng trước đó là Trường Chinh chuyển sang giữ chức Chủ tịch Ủy ban Thường vụ Quốc hội. Chính phủ Quốc hội khóa III năm 1964 thì 5 Phó Thủ tướng cũ giữ nguyên chức. Ngày 30 tháng 10 năm 1967, phiên họp của Uỷ ban Thường vụ Quốc hội đã bổ nhiệm bổ sung Nguyễn Côn giữ chức Phó Thủ tướng Chính phủ kiêm chức Chủ nhiệm Uỷ ban Kế hoạch Nhà nước. Ngày 11 tháng 8 năm 1969, bổ sung Chủ tịch Ủy ban Vật giá Đỗ Mười giữ chức Phó Thủ tướng Chính phủ kiêm Chủ nhiệm Văn phòng Kinh tế Phủ Thủ tướng. Ngày 2 tháng 2 năm 1971, Uỷ ban thường vụ Quốc hội về phê chuẩn việc thành lập Uỷ ban Nông nghiệp Trung ương. Đến ngày 1 tháng 4, bổ nhiệm Hoàng Anh giữ chức Phó Thủ tướng kiêm Chủ tịch Ủy ban.
Quốc hội khóa IV năm 1971 bầu ra Chính phủ có 7 Phó Thủ tướng, toàn bộ các Phó Thủ tướng của Chính phủ Quốc hội khóa III trừ Phạm Hùng (vào nam giữ chức Chức Bí thư Trung ương Cục miền Nam từ 1967). Tháng 6 năm 1973, Phó Thủ tướng Phan Kế Toại qua đời. Ngày 28 tháng 3 năm 1974, Ủy ban Thường vụ Quốc hội khóa IV ra quyết định bổ sung Bộ trưởng Phủ Thủ tướng Trần Hữu Dực làm Phó Thủ tướng, Bộ trưởng Bộ Giao thông Vận tải Phan Trọng Tuệ và Bộ trưởng Bộ Tài chính Đặng Việt Châu thôi giữ Bộ trưởng để làm Phó Thủ tướng. Chính phủ thời điểm đó có 9 Phó Thủ tướng. Quốc hội khóa V (tháng 4 năm 1975) bầu ra Chính phủ với 9 Phó Thủ tướng như của khóa trước.
Tháng 4 năm 1975, Tổng tiến công và nổi dậy mùa Xuân 1975 thành công, chính quyền tay sai Sài Gòn bị lật đổ, Chính phủ Cách mạng Lâm thời Cộng hòa Miền Nam Việt Nam chính thức hoàn toàn nắm quyền trên toàn lãnh thổ miền Nam. Cuộc Tổng tuyển cử chung ở cả nước diễn ra vào ngày 25 tháng 4 năm 1976, bầu ra Quốc hội khóa VI. Kỳ họp thứ nhất Quốc hội khóa VI vào ngày 24 tháng 6 đã quyết định thống nhất hai miền với tên gọi thống nhất Cộng hòa xã hội chủ nghĩa Việt Nam, quy định các vấn đề liên quan, bầu ra các cơ quan đầu não. Chính phủ của Việt Nam thống nhất gồm có các Phó Thủ tướng Phạm Hùng, Huỳnh Tấn Phát, Võ Nguyên Giáp, Nguyễn Duy Trinh, Lê Thanh Nghị, Võ Chí Công, Đỗ Mười. Ngày 7 tháng 2 năm 1980, Ủy ban Thường vụ Quốc hội cho Nguyễn Lam thay thế Lê Thanh Nghị làm Phó Thủ tướng (kiêm Chủ nhiệm Ủy ban Kế hoạch Nhà nước), bổ sung thêm Phó Thủ tướng Tố Hữu. Ngày 22 tháng 1 năm 1981, bổ sung Trần Quỳnh giữ chức Phó Thủ tướng.
Quốc hội khóa VII họp kỳ họp thứ nhất vào ngày 25 tháng 6 năm 1981, bầu ra Chính phủ gồm có 8 Phó Thủ tướng Phạm Hùng, Huỳnh Tấn Phát, Võ Nguyên Giáp, Nguyễn Lam, Võ Chí Công, Đỗ Mười, Tố Hữu, Trần Quỳnh. Ngày 4 tháng 7, trong kỳ họp, Hiến pháp 1980 chính thức phát huy hiệu lực, chức vụ Phó Thủ tướng được thay thế bằng chức vụ Phó Chủ tịch Hội đồng Bộ trưởng. Ngày 23 tháng 4 năm 1982, Hội đồng Nhà nước ra Quyết nghị miễn nhiệm Phó Chủ tịch Hội đồng Bộ trưởng kiêm Chủ nhiệm Ủy ban Kế hoạch Nhà nước Nguyễn Lam, bổ nhiệm Bí thư Thành ủy Thành phố Hồ Chí Minh Võ Văn Kiệt giữ chức; bổ nhiệm Bộ trưởng Bộ Xây dựng Trung tướng Đồng Sĩ Nguyên giữ chức Phó Chủ tịch Hội đồng Bộ trưởng kiêm Bộ trưởng Bộ Giao thông Vận tải; bổ nhiệm Bí thư Tỉnh ủy Hậu Giang Vũ Đình Liệu và Bộ trưởng Bộ Nội thương Trần Phương thôi nhiệm các chức vụ đang nắm để giữ chức Phó Chủ tịch Hội đồng Bộ trưởng; miễn nhiệm Phó Chủ tịch Hội đồng Bộ trưởng Võ Chí Công sau khi được giữ chức Thường trực Ban Bí thư. Ngày 16 tháng 6 năm 1982, Hội đồng Nhà nước ra Nghị quyết miễn nhiệm Phó Chủ tịch Hội đồng Bộ trưởng kiêm Chủ nhiệm Ủy ban Xây dựng cơ bản Nhà nước Huỳnh Tấn Phát.
Ngày 30 tháng 1 năm 1986, Hội đồng Nhà nước miễn nhiệm Phó Chủ tịch Hội đồng Bộ trưởng Trần Phương. Ngày 21 tháng 6 năm 1986, miễn nhiệm Phó Chủ tịch Hội đồng Bộ trưởng Tố Hữu, tái bổ nhiệm Võ Chí Công giữ chức Phó Chủ tịch Hội đồng Bộ trưởng. Ngày 16 tháng 2 năm 1987, Hội đồng Nhà nước ra nghị quyết miễn nhiệm các Phó Chủ tịch Hội đồng Bộ trưởng Trần Quỳnh, Vũ Đình Liệu; bổ nhiệm Bộ trưởng Nguyễn Cơ Thạch giữ chức Phó Chủ tịch Hội đồng Bộ trưởng kiêm Bộ trưởng Bộ Ngoại giao; bổ nhiệm Nguyễn Khánh (đương nhiệm Chánh Văn phòng Trung ương Đảng) giữ chức Phó Chủ tịch Hội đồng Bộ trưởng kiêm Bộ trưởng, Tổng Thư ký Hội đồng Bộ trưởng; bổ nhiệm Bộ trưởng Đoàn Duy Thành giữ chức Phó Chủ tịch Hội đồng Bộ trưởng kiêm Bộ trưởng Bộ Ngoại thương; bổ nhiệm nguyên Bí thư Tỉnh ủy Long An Nguyễn Văn Chính (Chín Cần) giữ chức Phó Chủ tịch Hội đồng Bộ trưởng kiêm Chủ nhiệm Uỷ ban Thanh tra Nhà nước; bổ nhiệm nguyên Bộ trưởng Bộ Nông nghiệp Nguyễn Ngọc Trìu và Trần Đức Lương giữ chức Phó Chủ tịch Hội đồng Bộ trưởng. Tổng cộng trong nhiệm kỳ Quốc hội khóa VII đã có 18 cá nhân nắm giữ chức vụ Phó Chủ tịch Hội đồng Bộ trưởng, kỷ lục nhất là thời điểm từ tháng 4 năm 1982 tới tháng 6 năm 1982 và từ tháng 2 năm 1987 đến hết nhiệm kỳ có tới 11 Phó Chủ tịch Hội đồng Bộ trưởng cùng tham gia công tác. Năm 1987 là năm có nhiều Phó Chủ tịch Hội đồng Bộ trưởng nhất với 15 người.
Quốc hội khóa VIII họp kỳ họp thứ nhất ngày 22 tháng 6 năm 1987, bầu ra Hội đồng Bộ trưởng bao gồm 9 Phó Chủ tịch Hội đồng Bộ trưởng gồm Võ Văn Kiệt, Nguyễn Cơ Thạch, Đồng Sĩ Nguyên, Võ Nguyên Giáp, Nguyễn Khánh, Nguyễn Ngọc Trìu, Nguyễn Văn Chính (Chín Cần), Đoàn Duy Thành, Trần Đức Lương. Võ Văn Kiệt giữ chức Phó Chủ tịch thứ nhất Hội đồng Bộ trưởng. Nguyên Phó Chủ tịch Hội đồng Bộ trưởng Phạm Hùng được bầu làm Chủ tịch Hội đồng Bộ trưởng, nguyên Phó Chủ tịch Hội đồng Bộ trưởng Võ Chí Công được bầu giữ chức Chủ tịch Hội đồng Nhà nước. Phó Chủ tịch Hội đồng Bộ trưởng Võ Văn Kiệt tiếp tục kiêm Chủ nhiệm Ủy ban Kế hoạch Nhà nước đến ngày 24 tháng 3 năm 1988. Ngày 11 tháng 3 năm 1988, Phó Chủ tịch Hội đồng Bộ trưởng Võ Văn Kiệt trở thành Quyền Chủ tịch Hội đồng Bộ trưởng đến ngày 22 tháng 6 năm 1988. Đoàn Duy Thành kiêm nhiệm Bộ trưởng Bộ Ngoại thương đến ngày 24 tháng 3 năm 1988 thì chuyển sang kiêm nhiệm Bộ trưởng Bộ Kinh tế Đối ngoại mới thành lập. Ngày 10 tháng 5 năm 1988, miễn nhiệm các Phó Chủ tịch Hội đồng Bộ trưởng Đoàn Duy Thành, Nguyễn Văn Chính và Nguyễn Ngọc Trìu.
Ngày 8 tháng 9 năm 1991, kỳ họp thứ 9 của Quốc hội khóa VIII đã bầu Phó Chủ tịch Hội đồng Bộ trưởng Võ Văn Kiệt giữ chức Chủ tịch Hội đồng Bộ trưởng. Ngày 10 tháng 9, Chủ tịch Hội đồng Bộ trưởng Võ Văn Kiệt đưa ra danh sách miễn nhiệm ba Phó Chủ tịch Hội đồng Bộ trưởng là Võ Nguyên Giáp, Nguyễn Cơ Thạch, Đồng Sĩ Nguyên, chuyển Chủ nhiệm Uỷ ban Kế hoạch Nhà nước Phan Văn Khải thôi giữ chức Chủ nhiệm để giữ chức Phó Chủ tịch Hội đồng Bộ trưởng.

## Tiêu chuẩn của Đảng Cộng sản Việt Nam cho ứng viên chức danh Phó Thủ tướng Chính phủ
Các ứng viên cho 5 Phó Thủ tướng này phải đạt các tiêu chuẩn chung như tốt nghiệp Đại học trở lên; lý luận chính trị cử nhân hoặc cao cấp; quản lý nhà nước ngạch chuyên viên cao cấp; ngoại ngữ cử nhân hoặc trình độ B trở lên; tuyệt đối trung thành với tổ quốc, nhân dân, lợi ích của Đảng Cộng sản Việt Nam, kiên định chủ nghĩa Mác - Lênin, tư tưởng Hồ Chí Minh, đã kinh qua và hoàn thành xuất sắc nhiệm vụ ở một trong các chức vụ lãnh đạo chủ chốt cấp trung ương (Bộ trưởng), các chức vụ lãnh đạo chủ chốt cấp tỉnh (bí thư tỉnh ủy, thành ủy; chủ tịch hội đồng nhân dân, chủ tịch ủy ban nhân dân tỉnh, thành phố) hoặc trưởng ban các ban, bộ, ngành, Mặt trận Tổ quốc Việt Nam, tổ chức chính trị - xã hội ở Trung ương; từng chủ trì cấp Quân khu nếu công tác trong Quân đội nhân dân Việt Nam. Theo quy định của Đảng, độ tuổi trước khi bổ nhiệm chức vụ Phó Thủ tướng Chính phủ: không quá 55 tuổi  
- Đối với ứng viên cho Phó Thủ tướng thường trực ngoài việc phải đạt các tiêu chuẩn chung đồng thời phải đạt thêm tiêu chuẩn như tốt nghiệp Thạc sỹ chuyên về lĩnh vực Luật hoặc Kinh tế trở lên, là Uỷ viên Bộ Chính trị
- Đối với ứng viên cho 3 vị trí Phó Thủ tướng còn lại phải đạt theo các tiêu chuẩn chung của Đảng Cộng sản Việt Nam

Cụ thể các tiêu chuẩn chung dành cho ứng viên chức danh Phó Thủ tướng nêu ở mục dưới đây.

### Tiêu chuẩn của Đảng Cộng sản Việt Nam cho ứng viên chức danh Phó Thủ tướng Chính phủ
Theo Quy định 214-QĐ/TW năm 2020 về khung tiêu chuẩn chức danh, tiêu chí đánh giá cán bộ thuộc diện Ban Chấp hành Trung ương, Bộ Chính trị, Ban Bí thư quản lý do Ban Chấp hành Trung ương ban hành, Phó Thủ tướng Chính phủ phải là người:
"Bảo đảm đầy đủ các tiêu chuẩn chung của Uỷ viên Bộ Chính trị, Ban Bí thư hoặc Uỷ viên Ban Chấp hành Trung ương, đồng thời, cần có những phẩm chất, năng lực: Có năng lực trong hoạch định chiến lược; quyết đoán, quyết liệt, kịp thời để quyết định những vấn đề khó, phức tạp liên quan đến lĩnh vực hành pháp. Có kiến thức sâu rộng về quản lý nhà nước trong các lĩnh vực kinh tế - xã hội, quốc phòng, an ninh, đối ngoại của đất nước; hiểu biết sâu về lĩnh vực được phân công. Có năng lực cụ thể hoá đường lối, chủ trương, nghị quyết của Đảng thành cơ chế, chính sách, pháp luật của Nhà nước và chỉ đạo tổ chức thực hiện có hiệu quả. Có năng lực phát hiện những hạn chế, yếu kém trong lĩnh vực phụ trách và đề xuất các giải pháp khắc phục. Là Uỷ viên chính thức Ban Chấp hành Trung ương trọn một nhiệm kỳ, đồng thời kinh qua và hoàn thành tốt nhiệm vụ ở chức vụ lãnh đạo chủ chốt cấp tỉnh hoặc chủ chốt các ban, bộ, ngành, đoàn thể Trung ương."

#### Tiêu chuẩn của Ủy viên Bộ Chính trị, Ban Bí thư
"Bảo đảm đầy đủ các tiêu chuẩn của Ủy viên Ban Chấp hành Trung ương, đồng thời cần có thêm các tiêu chuẩn: Thật sự tiêu biểu, mẫu mực của Ban Chấp hành Trung ương về bản lĩnh chính trị, phẩm chất đạo đức, trí tuệ, ý chí chiến đấu, năng lực lãnh đạo, quản lý, ý thức tổ chức kỷ luật; không bị chi phối bởi sự can thiệp, sức ép bên ngoài và lợi ích nhóm. Hiểu biết sâu rộng tình hình đất nước, khu vực và thế giới; nhạy cảm về chính trị, nhạy bén về kinh tế, am hiểu sâu sắc về xã hội. Có ý thức, trách nhiệm cao, tham gia đóng góp, hoạch định đường lối, chính sách và phát hiện, đề xuất những vấn đề thực tiễn đặt ra để Ban Chấp hành Trung ương, Bộ Chính trị, Ban Bí thư thảo luận, quyết định. Đã tham gia Ban Chấp hành Trung ương trọn một nhiệm kỳ trở lên; đã kinh qua và hoàn thành xuất sắc nhiệm vụ ở các chức vụ lãnh đạo chủ chốt cấp tỉnh (bí thư tỉnh ủy, thành ủy; chủ tịch hội đồng nhân dân, chủ tịch ủy ban nhân dân tỉnh, thành phố) hoặc trưởng ban các ban, bộ, ngành, Mặt trận Tổ quốc, tổ chức chính trị - xã hội ở Trung ương. Trường hợp Ủy viên Bộ Chính trị, Ban Bí thư công tác trong Quân đội thì phải kinh qua chủ trì cấp Quân khu."

#### Tiêu chuẩn của Ủy viên Ban Chấp hành Trung ương
"Bảo đảm đầy đủ các tiêu chuẩn chung, đồng thời cần có thêm các tiêu chuẩn:
Tiêu biểu của Đảng về bản lĩnh chính trị, phẩm chất đạo đức và năng lực công tác. Có ý thức, trách nhiệm, kiến thức toàn diện để tham gia thảo luận, đóng góp, hoạch định đường lối, chính sách và sự lãnh đạo tập thể của Ban Chấp hành Trung ương. Có năng lực tổ chức thực hiện thắng lợi đường lối, chính sách, nhiệm vụ của Đảng, chiến lược phát triển đất nước trong giai đoạn mới ở lĩnh vực, địa bàn công tác được phân công. Có năng lực dự báo, xử lý, ứng phó kịp thời, hiệu quả những tình huống đột xuất, bất ngờ và khả năng làm việc độc lập. Có tố chất, năng lực lãnh đạo, quản lý cấp chiến lược; có hoài bão, khát vọng đổi mới vì dân, vì nước. Đã kinh qua và hoàn thành xuất sắc nhiệm vụ ở các chức danh lãnh đạo chủ chốt cấp dưới trực tiếp và tương đương.
Ủy viên dự khuyết Ban Chấp hành Trung ương phải là những cán bộ trẻ; cơ bản đáp ứng được tiêu chuẩn của Ủy viên Ban Chấp hành Trung ương; qua thực tiễn công tác thể hiện có năng lực, triển vọng phát triển về khả năng lãnh đạo, quản lý; được quy hoạch chức danh Ủy viên Ban Chấp hành Trung ương và lãnh đạo chủ chốt tỉnh ủy, thành ủy trực thuộc Trung ương, ban, bộ, ngành, đoàn thể Trung ương nhiệm kỳ tới và các nhiệm kỳ tiếp theo."

#### Tiêu chuẩn chung
"1.1- Về chính trị tư tưởng: Tuyệt đối trung thành với lợi ích của Đảng, của quốc gia - dân tộc và nhân dân; kiên định chủ nghĩa Mác - Lênin, tư tưởng Hồ Chí Minh, mục tiêu lý tưởng về độc lập dân tộc và chủ nghĩa xã hội. Có lập trường, quan điểm, bản lĩnh chính trị vững vàng để bảo vệ Cương lĩnh, đường lối của Đảng, Hiến pháp và pháp luật của Nhà nước và phản bác những luận điệu xuyên tạc của các thế lực thù địch, tổ chức phản động, phần tử cơ hội và bất mãn chính trị. Có tinh thần yêu nước nồng nàn, sâu sắc; luôn đặt lợi ích của Đảng, quốc gia - dân tộc, nhân dân trên lợi ích của ngành, địa phương, cơ quan và cá nhân; sẵn sàng hy sinh vì sự nghiệp cách mạng của Đảng, vì độc lập, tự do của Tổ quốc, vì hạnh phúc của nhân dân. Tuyệt đối chấp hành sự phân công của tổ chức, yên tâm công tác. Giữ nghiêm kỷ luật phát ngôn theo đúng nguyên tắc, quy định của Đảng.
1.2- Về đạo đức, lối sống: Mẫu mực về phẩm chất đạo đức; sống trung thực, khiêm tốn, chân thành, trong sáng, giản dị, bao dung; cần, kiệm, liêm chính, chí công vô tư. Tuyệt đối không tham vọng quyền lực, có nhiệt huyết và trách nhiệm cao với công việc; là trung tâm đoàn kết, gương mẫu về mọi mặt. Không tham nhũng, cơ hội, vụ lợi và kiên quyết đấu tranh ngăn chặn, đẩy lùi sự suy thoái về tư tưởng chính trị, đạo đức, lối sống, những biểu hiện "tự diễn biến", "tự chuyển hóa" trong nội bộ; chỉ đạo quyết liệt chống tệ quan liêu, tham nhũng, tiêu cực, lãng phí, cửa quyền và lợi ích nhóm; tuyệt đối không để người thân, người quen lợi dụng chức vụ, quyền hạn của mình để trục lợi. Thực hiện nghiêm các nguyên tắc tổ chức, kỷ luật của Đảng, nhất là nguyên tắc tập trung dân chủ, tự phê bình và phê bình; công khai, minh bạch, khách quan, dân chủ trong công tác cán bộ.
1.3- Về trình độ: Tốt nghiệp Đại học trở lên; lý luận chính trị cử nhân hoặc cao cấp; quản lý nhà nước ngạch chuyên viên cao cấp; ngoại ngữ cử nhân hoặc trình độ B trở lên; trình độ tin học phù hợp.
1.4- Về năng lực và uy tín: Có tư duy đổi mới, tầm nhìn chiến lược; phương pháp làm việc khoa học; nhạy bén chính trị; có năng lực cụ thể hóa và lãnh đạo, chỉ đạo, tổ chức thực hiện có hiệu quả các chủ trương, đường lối của Đảng, chính sách, pháp luật của Nhà nước; có năng lực tổng kết thực tiễn, phát triển lý luận; có khả năng phân tích và dự báo tốt. Nắm chắc tình hình chung và hiểu biết sâu sắc về lĩnh vực, địa bàn, địa phương, cơ quan, đơn vị được phân công. Kịp thời phát hiện những mâu thuẫn, thách thức, thời cơ, vận hội, vấn đề mới, vấn đề khó, hạn chế, yếu kém trong thực tiễn; chủ động đề xuất những nhiệm vụ giải pháp có tính khả thi và hiệu quả. Năng động, sáng tạo, cần cù, chịu khó, dám nghĩ, dám làm, dám chịu trách nhiệm; có quyết tâm chính trị cao, dám đương đầu với khó khăn, thách thức; nói đi đôi với làm; gắn bó mật thiết với nhân dân và vì nhân dân phục vụ. Là hạt nhân quy tụ và phát huy sức mạnh tổng hợp của hệ thống chính trị; được cán bộ, đảng viên, quần chúng nhân dân tin tưởng, tín nhiệm cao.
1.5- Sức khỏe, độ tuổi và kinh nghiệm; Đủ sức khỏe để thực hiện nhiệm vụ; bảo đảm tuổi bổ nhiệm, giới thiệu ứng cử theo quy định của Đảng. Đã kinh qua và hoàn thành tốt chức trách, nhiệm vụ của chức danh lãnh đạo, quản lý chủ chốt cấp dưới trực tiếp; có nhiều kinh nghiệm thực tiễn."

## Danh sách Phó Thủ tướng thường trực Chính phủ
| STT    | Phó Thủ tướng thường trực Chính phủ | Phó Thủ tướng thường trực Chính phủ | Nhiệm kỳ                                 | Nhiệm kỳ                                 | Ghi chú |
| STT    | Phó Thủ tướng thường trực Chính phủ | Phó Thủ tướng thường trực Chính phủ | Bắt đầu                                  | Kết thúc                                 | Ghi chú |
| ------ | ----------------------------------- | ----------------------------------- | ---------------------------------------- | ---------------------------------------- | --- |
| 1      |                                     | Phan Văn Khải                       | 9 tháng 8 năm 1991                       | 25 tháng 9 năm 1997                      | - Phó Thủ tướng thường trực Chính phủ đầu tiên |
| Khuyết | Khuyết                              | Khuyết                              | 25 – 29 tháng 9 năm 1997                 | 25 – 29 tháng 9 năm 1997                 | |
| 2      |                                     | Nguyễn Tấn Dũng                     | 29 tháng 9 năm 1997                      | 27 tháng 6 năm 2006                      | - Phó Thủ tướng thường trực trẻ tuổi nhất (48 tuổi) |
| 3      |                                     | Nguyễn Sinh Hùng                    | 28 tháng 6 năm 2006                      | 25 tháng 7 năm 2011                      | |
| Khuyết | Khuyết                              | Khuyết                              | 25 tháng 7 – 3 tháng 8 năm 2011          | 25 tháng 7 – 3 tháng 8 năm 2011          | |
| 4      |                                     | Nguyễn Xuân Phúc                    | 3 tháng 8 năm 2011                       | 7 tháng 4 năm 2016                       | |
| Khuyết | Khuyết                              | Khuyết                              | 7 tháng 4 – 16 tháng 8 năm 2016          | 7 tháng 4 – 16 tháng 8 năm 2016          | |
| 5      |                                     | Trương Hòa Bình                     | 16 tháng 8 năm 2016                      | 28 tháng 7 năm 2021                      | - Từ ngày 9 tháng 4 năm 2016, Trương Hòa Bình là Phó Thủ tướng và từ ngày 16 tháng 08 năm 2016, ông trở thành Phó Thủ tướng Thường trực                                                                                    |
| Khuyết | Khuyết                              | Khuyết                              | 28 tháng 7 – 6 tháng 9 năm 2021          | 28 tháng 7 – 6 tháng 9 năm 2021          | |
| 6      |                                     | Phạm Bình Minh                      | 6 tháng 9 năm 2021                       | 5 tháng 1 năm 2023                       | |
| Khuyết | Khuyết                              | Khuyết                              | 5 tháng 1 năm 2023 – 28 tháng 8 năm 2024 | 5 tháng 1 năm 2023 – 28 tháng 8 năm 2024 | |
| 7      |                                     | Nguyễn Hòa Bình                     | 28 tháng 8 năm 2024                      | đương nhiệm                              | - Từ ngày 26 tháng 8 năm 2024, Quốc hội bầu ông làm Phó Thủ tướng đến 28 tháng 8 năm 2024, Nguyễn Hòa Bình được Thủ Tướng chỉ định giữ chức Phó Thủ tướng thường trực. - Phó Thủ tướng Thường trực lớn tuổi nhất (66 tuổi) |

## Danh sách Phó Thủ tướng Chính phủ
| STT | Chân dung           | Tên                           | Nhiệm kỳ             | Nhiệm kỳ                                 | Thời gian tại nhiệm | Chức vụ | Kiêm nhiệm |
| STT | Chân dung           | Tên                           | Bắt đầu              | Kết thúc                                 | Thời gian tại nhiệm | Chức vụ | Kiêm nhiệm |
| --- | ------------------- | ----------------------------- | -------------------- | ---------------------------------------- | ------------------- | --- | --- |
| -   |                     | Trần Huy Liệu (1901-1969)     | 16 tháng 8 năm 1945  | 28 tháng 8 năm 1945                      | 12 ngày             | Phó Chủ tịch Ủy ban Dân tộc Giải phóng Việt Nam                                                                              | - Thành viên Thường trực Ủy ban |
| 1   |                     | Nguyễn Hải Thần (1869-1959)   | 27 tháng 9 năm 1945  | 1 tháng 7 năm 1946                       | 277 ngày            | Phó Chủ tịch Chính phủ | |
| 2   |                     | Phạm Văn Đồng (1906-2000)     | 25 tháng 7 năm 1947  | 20 tháng 9 năm 1955                      | 8 năm, 57 ngày      | Phó Thủ tướng Chính phủ | - Bộ trưởng Bộ Ngoại giao (1954-1955) |
| 3   |                     | Phan Kế Toại (1892-1973)      | 20 tháng 9 năm 1955  | 6 tháng 6 năm 1973                       | 17 năm, 259 ngày    | Phó Thủ tướng Chính phủ | - Bộ trưởng Bộ Nội vụ (1955-1973) |
| 4   |                     | Võ Nguyên Giáp (1911-2013)    | 20 tháng 9 năm 1955  | 4 tháng 7 năm 1981                       | 35 năm, 323 ngày    | Phó Thủ tướng Chính phủ. | - Bộ trưởng Bộ Quốc phòng (1948-1980) - Chủ nhiệm Ủy ban Khoa học Nhà nước (1960-1963) |
| 4   | 4 tháng 7 năm 1981  | Võ Nguyên Giáp (1911-2013)    | 9 tháng 8 năm 1991   | Phó Chủ tịch Thứ nhất Hội đồng Bộ trưởng | 35 năm, 323 ngày    | - Chủ nhiệm Ủy ban quốc gia dân số và kế hoạch hóa gia đình (1983-1987)                                                      | |
| 5   |                     | Trường Chinh (1907-1988)      | 29 tháng 4 năm 1958  | 15 tháng 7 năm 1960                      | 2 năm, 77 ngày      | Phó Thủ tướng Chính phủ | - Chủ nhiệm Ủy ban Khoa học Nhà nước (1958-1960) |
| 6   |                     | Phạm Hùng (1912-1988)         | 29 tháng 4 năm 1958  | Tháng 10, 1967                           | 29 năm, 54 ngày     | Phó Thủ tướng Chính phủ | - Chủ nhiệm Văn phòng Nông nghiệp (1960-1963) - Chủ nhiệm Văn phòng Tài chính-Thương nghiệp (1963-1966) - Chủ nhiệm Ủy ban Vật giá Nhà nước (1965-1966) |
| 6   | 2 tháng 7 năm 1976  | Phạm Hùng (1912-1988)         | 4 tháng 7 năm 1981   | Phó Thủ tướng Chính phủ                  | 29 năm, 54 ngày     | - Bộ trưởng Bộ Nội vụ (1980-1987)                                                                                            | |
| 6   | 4 tháng 7 năm 1981  | Phạm Hùng (1912-1988)         | 22 tháng 6 năm 1987  | Phó Chủ tịch Hội đồng Bộ trưởng          | 29 năm, 54 ngày     | - Bộ trưởng Bộ Nội vụ (1980-1987)                                                                                            | |
| 7   |                     | Nguyễn Duy Trinh (1910-1985)  | 15 tháng 7 năm 1960  | 7 tháng 2 năm 1980                       | 19 năm, 207 ngày    | Phó Thủ tướng Chính phủ | - Chủ nhiệm Ủy ban Kế hoạch Nhà nước (1960-1965) - Chủ nhiệm Ủy ban Khoa học Nhà nước (1963-1965) - Bộ trưởng Bộ Ngoại giao (1965-1980) |
| 8   |                     | Lê Thanh Nghị (1911-1989)     | 15 tháng 7 năm 1960  | 4 tháng 7 năm 1981                       | 20 năm, 354 ngày    | Phó Thủ tướng Chính phủ | - Chủ nhiệm Ủy ban Kế hoạch Nhà nước (1960-1965; 1974-1980) - Chủ nhiệm Ủy ban Kiến thiết Cơ bản Nhà nước (1960-1964) - Chủ nhiệm Văn phòng Công nghiệp (1964-1967) - Bộ trưởng Bộ Công nghiệp nặng (1967)                                                             |
| 9   |                     | Nguyễn Côn (1916-2022)        | 30 tháng 10 năm 1967 | 2 tháng 7 năm 1976                       | 8 năm, 246 ngày     | Phó Thủ tướng Chính phủ | - Chủ tịch Ủy ban Kế hoạch Nhà nước (1965-1973) - Bộ trưởng Bộ Cơ khí và Luyện kim (1974-1977) |
| 10  |                     | Đỗ Mười (1917-2018)           | 11 tháng 8 năm 1969  | 4 tháng 7 năm 1981                       | 17 năm, 315 ngày    | Phó Thủ tướng Chính phủ | - Chủ nhiệm Văn phòng Kinh tế Phủ Thủ tướng (1969-1971) - Chủ nhiệm Ủy ban Vật giá Nhà nước (1967-1971) - Chủ nhiệm Ủy ban Kiến thiết Cơ bản Nhà nước (1971-1973) - Bộ trưởng Bộ Xây dựng (1973-1977) - Trưởng ban Cải tạo Công thương nghiệp Xã hội chủ nghĩa(1977-?) |
| 10  | 4 tháng 7 năm 1981  | Đỗ Mười (1917-2018)           | 22 tháng 6 năm 1987  | Phó Chủ tịch Hội đồng Bộ trưởng          | 17 năm, 315 ngày    | | - Chủ nhiệm Văn phòng Kinh tế Phủ Thủ tướng (1969-1971) - Chủ nhiệm Ủy ban Vật giá Nhà nước (1967-1971) - Chủ nhiệm Ủy ban Kiến thiết Cơ bản Nhà nước (1971-1973) - Bộ trưởng Bộ Xây dựng (1973-1977) - Trưởng ban Cải tạo Công thương nghiệp Xã hội chủ nghĩa(1977-?) |
| 11  |                     | Hoàng Anh (1912-2016)         | 1 tháng 4 năm 1971   | 2 tháng 7 năm 1976                       | 5 năm, 92 ngày      | Phó Thủ tướng Chính phủ | - Bộ trưởng Bộ Tài chính (1964-1965) - Bộ trưởng Bộ Nông nghiệp (1965-1967) - Chủ nhiệm Ủy ban Nông nghiệp Trung ương (1971-1974) |
| 12  |                     | Trần Hữu Dực (1910-1993)      | 28 tháng 3 năm 1974  | 2 tháng 7 năm 1976                       | 2 năm, 96 ngày      | Phó Thủ tướng Chính phủ | - Bộ trưởng Phủ Thủ tướng (1975-1976) |
| 13  |                     | Phan Trọng Tuệ (1917-1991)    | 28 tháng 3 năm 1974  | 2 tháng 7 năm 1976                       | 2 năm, 96 ngày      | Phó Thủ tướng Chính phủ | - Thường trực Hội đồng Chi viện giải phóng miền Nam |
| 14  |                     | Đặng Việt Châu (1914-1990)    | 28 tháng 3 năm 1974  | 2 tháng 7 năm 1976                       | 2 năm, 96 ngày      | Phó Thủ tướng Chính phủ | - Tổng Giám đốc Ngân hàng Nhà nước Việt Nam (1974-1976) |
| 15  |                     | Huỳnh Tấn Phát (1913-1989)    | 2 tháng 7 năm 1976   | 4 tháng 7 năm 1981                       | 5 năm, 349 ngày     | Phó Thủ tướng Chính phủ. | - Chủ nhiệm Ủy ban Xây dựng Cơ bản Nhà nước (1979-1982) |
| 15  | 4 tháng 7 năm 1981  | Huỳnh Tấn Phát (1913-1989)    | 16 tháng 6 năm 1982  | Phó Chủ tịch Hội đồng Bộ trưởng          | 5 năm, 349 ngày     | | - Chủ nhiệm Ủy ban Xây dựng Cơ bản Nhà nước (1979-1982) |
| 16  |                     | Võ Chí Công (1912-2011)       | 2 tháng 7 năm 1976   | 4 tháng 7 năm 1981                       | 10 năm, 355 ngày    | Phó Thủ tướng Chính phủ | - Bộ trưởng Bộ Nông nghiệp (1977-1979) - Bộ trưởng Bộ Hải sản (1976-1977) |
| 16  | 4 tháng 7 năm 1981  | Võ Chí Công (1912-2011)       | 23 tháng 4 năm 1982  | Phó Chủ tịch Hội đồng Bộ trưởng          | 10 năm, 355 ngày    | | |
| 16  | 21 tháng 6 năm 1986 | Võ Chí Công (1912-2011)       | 22 tháng 6 năm 1987  | Phó Chủ tịch Hội đồng Bộ trưởng          | 10 năm, 355 ngày    | | |
| 17  |                     | Tố Hữu (1920-2002)            | 7 tháng 2 năm 1980   | 4 tháng 7 năm 1981                       | 6 năm, 134 ngày     | Phó Thủ tướng Chính phủ. | |
| 17  | 4 tháng 7 năm 1981  | Tố Hữu (1920-2002)            | 21 tháng 6 năm 1986  | Phó Chủ tịch thứ nhất Hội đồng Bộ trưởng | 6 năm, 134 ngày     | | |
| 18  |                     | Nguyễn Lam (1921-1990)        | 7 tháng 2 năm 1980   | 4 tháng 7 năm 1981                       | 2 năm, 75 ngày      | Phó Thủ tướng Chính phủ. | - Chủ nhiệm Ủy ban Kế hoạch Nhà nước (1980-1982) |
| 18  | 4 tháng 7 năm 1981  | Nguyễn Lam (1921-1990)        | 23 tháng 4 năm 1982  | Phó Chủ tịch Hội đồng Bộ trưởng          | 2 năm, 75 ngày      | | - Chủ nhiệm Ủy ban Kế hoạch Nhà nước (1980-1982) |
| 19  |                     | Trần Quỳnh (1920-2005)        | 22 tháng 1 năm 1981  | 4 tháng 7 năm 1981                       | 6 năm, 25 ngày      | Phó Thủ tướng Chính phủ. | - |
| 19  | 4 tháng 7 năm 1981  | Trần Quỳnh (1920-2005)        | 16 tháng 2 năm 1987  | Phó Chủ tịch Hội đồng Bộ trưởng          | 6 năm, 25 ngày      | | - |
| 20  |                     | Võ Văn Kiệt (1922-2008)       | 23 tháng 4 năm 1982  | 22 tháng 6 năm 1987                      | 9 năm, 138 ngày     | Phó Chủ tịch Hội đồng Bộ trưởng                                                                                              | - Chủ nhiệm Ủy ban Kế hoạch Nhà nước (1982-1988) |
| 20  | 22 tháng 6 năm 1987 | Võ Văn Kiệt (1922-2008)       | 8 tháng 9 năm 1991   | Phó Chủ tịch thứ nhất Hội đồng Bộ trưởng | 9 năm, 138 ngày     | | - Chủ nhiệm Ủy ban Kế hoạch Nhà nước (1982-1988) |
| 21  |                     | Đồng Sĩ Nguyên (1923-2019)    | 23 tháng 4 năm 1982  | 10 tháng 9 năm 1991                      | 9 năm, 140 ngày     | Phó Chủ tịch Hội đồng Bộ trưởng                                                                                              | - Bộ trưởng Bộ Giao thông Vân tải (1982-1986) |
| 22  |                     | Vũ Đình Liệu (1919-2005)      | 23 tháng 4 năm 1982  | 16 tháng 2 năm 1987                      | 4 năm, 299 ngày     | Phó Chủ tịch Hội đồng Bộ trưởng                                                                                              | |
| 23  |                     | Trần Phương (1927)            | 23 tháng 4 năm 1982  | 30 tháng 1 năm 1986                      | 3 năm, 282 ngày     | Phó Chủ tịch Hội đồng Bộ trưởng                                                                                              | |
| 24  |                     | Nguyễn Cơ Thạch (1921-1998)   | 16 tháng 2 năm 1987  | 10 tháng 9 năm 1991                      | 4 năm, 206 ngày     | Phó Chủ tịch Hội đồng Bộ trưởng                                                                                              | - Bộ trưởng Bộ Ngoại giao (1987-1991) |
| 25  |                     | Nguyễn Ngọc Trìu (1926-2016)  | 16 tháng 2 năm 1987  | 10 tháng 5 năm 1988                      | 1 năm, 84 ngày      | Phó Chủ tịch Hội đồng Bộ trưởng                                                                                              | - Bộ trưởng Bộ Nông nghiệp (1981-1987) |
| 26  |                     | Trần Đức Lương (1937-2025)    | 16 tháng 2 năm 1987  | 8 tháng 10 năm 1992                      | 10 năm, 225 ngày    | Phó Chủ tịch Hội đồng Bộ trưởng                                                                                              | - Chủ nhiệm Ủy ban Kế hoạch Nhà nước (1982-1988) |
| 26  | 8 tháng 10 năm 1992 | Trần Đức Lương (1937-2025)    | 29 tháng 9 năm 1997  | Phó Thủ tướng Chính phủ                  | 10 năm, 225 ngày    | | |
| 27  |                     | Nguyễn Khánh (1928-2023)      | 16 tháng 2 năm 1987  | 8 tháng 10 năm 1992                      | 10 năm, 225 ngày    | Phó Chủ tịch Hội đồng Bộ trưởng                                                                                              | - Bộ trưởng, Tổng Thư ký Hội đồng Bộ trưởng (1987) - Tổng Thư ký Hội đồng Bộ trưởng (1987-1992) |
| 27  | 8 tháng 10 năm 1992 | Nguyễn Khánh (1928-2023)      | 29 tháng 9 năm 1997  | Phó Thủ tướng Chính phủ                  | 10 năm, 225 ngày    | | |
| 28  |                     | Đoàn Duy Thành (1929)         | 16 tháng 2 năm 1987  | 10 tháng 5 năm 1988                      | 1 năm, 84 ngày      | Phó Chủ tịch Hội đồng Bộ trưởng                                                                                              | - Bộ trưởng Bộ Ngoại thương (1987-1988) |
| 29  |                     | Nguyễn Văn Chính (1924-2016)  | 16 tháng 2 năm 1987  | 10 tháng 5 năm 1988                      | 1 năm, 84 ngày      | Phó Chủ tịch Hội đồng Bộ trưởng                                                                                              | - Chủ nhiệm Ủy ban Thanh tra Nhà nước (1987-1988) |
| 30  |                     | Phan Văn Khải (1933-2018)     | 8 tháng 8 năm 1991   | 8 tháng 10 năm 1992                      | 6 năm, 52 ngày      | Phó Chủ tịch thứ nhất Hội đồng Bộ trưởng                                                                                     | |
| 30  | 8 tháng 10 năm 1992 | Phan Văn Khải (1933-2018)     | 29 tháng 9 năm 1997  | Phó Thủ tướng thường trực Chính phủ      | 6 năm, 52 ngày      | | |
| 31  |                     | Nguyễn Tấn Dũng (1949)        | 29 tháng 9 năm 1997  | 27 tháng 6 năm 2006                      | 8 năm, 271 ngày     | Phó Thủ tướng thường trực Chính phủ                                                                                          | - Thống đốc Ngân hàng Nhà nước Việt Nam (1998-1999) - Chủ tịch Hội đồng tư vấn chính sách tài chính, tiền tệ quốc gia (1998-?) |
| 32  |                     | Nguyễn Mạnh Cầm (1929)        | 29 tháng 9 năm 1997  | 12 tháng 8 năm 2002                      | 4 năm, 317 ngày     | Phó Thủ tướng Chính phủ | - Bộ trưởng Bộ Ngoại giao (1997-2000) |
| 33  |                     | Nguyễn Công Tạn (1935-2014)   | 29 tháng 9 năm 1997  | 12 tháng 8 năm 2002                      | 4 năm, 317 ngày     | Phó Thủ tướng Chính phủ | |
| 34  |                     | Ngô Xuân Lộc (1940)           | 29 tháng 9 năm 1997  | 11 tháng 12 năm 1999                     | 2 năm, 73 ngày      | Phó Thủ tướng Chính phủ | |
| 35  |                     | Phạm Gia Khiêm (1944)         | 29 tháng 9 năm 1997  | 3 tháng 8 năm 2011                       | 13 năm, 308 ngày    | Phó Thủ tướng Chính phủ | - Bộ trưởng Bộ Ngoại giao (2006-2011) |
| 36  |                     | Vũ Khoan (1937-2023)          | 12 tháng 8 năm 2002  | 28 tháng 6 năm 2006                      | 3 năm, 320 ngày     | Phó Thủ tướng Chính phủ | |
| 37  |                     | Nguyễn Sinh Hùng (1946)       | 28 tháng 6 năm 2006  | 25 tháng 7 năm 2011                      | 5 năm, 27 ngày      | Phó Thủ tướng thường trực Chính phủ                                                                                          | - Chủ tịch Hội đồng Tư vấn chính sách tài chính, tiền tệ quốc gia (2007-2011) |
| 38  |                     | Trương Vĩnh Trọng (1942-2021) | 28 tháng 6 năm 2006  | 25 tháng 7 năm 2011                      | 5 năm, 27 ngày      | Phó Thủ tướng Chính phủ | |
| 39  |                     | Hoàng Trung Hải (1959)        | 2 tháng 8 năm 2007   | 8 tháng 4 năm 2016                       | 8 năm, 250 ngày     | Phó Thủ tướng Chính phủ | - Trưởng ban Chỉ đạo Nhà nước về Quy hoạch phát triển điện lực quốc gia (2011-2016) - Chủ tịch Ủy ban An ninh hàng không dân dụng quốc gia (2011-2016) |
| 40  |                     | Nguyễn Thiện Nhân (1953)      | 2 tháng 8 năm 2007   | 12 tháng 11 năm 2013                     | 6 năm, 102 ngày     | Phó Thủ tướng Chính phủ | - Bộ trưởng Bộ Giáo dục và Đào tạo (2006-2010) |
| 41  |                     | Vũ Văn Ninh (1955)            | 3 tháng 8 năm 2011   | 8 tháng 4 năm 2016                       | 4 năm, 249 ngày     | Phó Thủ tướng Chính phủ | - Trưởng ban Chỉ đạo Trung ương về giảm nghèo bền vững (2012-2016) |
| 42  |                     | Nguyễn Xuân Phúc (1954)       | 3 tháng 8 năm 2011   | 7 tháng 4 năm 2016                       | 4 năm, 248 ngày     | Phó Thủ tướng thường trực Chính phủ                                                                                          | - Chủ tịch Ủy ban An toàn giao thông Quốc gia (2011-2016) - Chủ tịch Hội đồng Tư vấn chính sách tài chính, tiền tệ quốc gia (2020-2021) |
| 43  |                     | Vũ Đức Đam (1963)             | 13 tháng 11 năm 2013 | 5 tháng 1 năm 2023                       | 9 năm, 53 ngày      | Phó Thủ tướng Chính phủ | - Phụ trách Bộ Y tế (2019-2020) |
| 44  |                     | Phạm Bình Minh (1959)         | 13 tháng 11 năm 2013 | 6 tháng 9 năm 2021                       | 9 năm, 53 ngày      | Phó Thủ tướng Chính phủ | - Bộ trưởng Bộ Ngoại giao (2011-2021) |
| 44  | 6 tháng 9 năm 2021  | Phạm Bình Minh (1959)         | 5 tháng 1 năm 2023   | Phó Thủ tướng thường trực Chính phủ      | 9 năm, 53 ngày      | - Chủ tịch Ủy ban An toàn giao thông Quốc gia (2021-2023) - Chủ tịch Ủy ban An ninh hàng không dân dụng quốc gia (2021-2023) | |
| 45  |                     | Vương Đình Huệ (1957)         | 9 tháng 4 năm 2016   | 11 tháng 6 năm 2020                      | 4 năm, 63 ngày      | Phó Thủ tướng Chính phủ | - Chủ tịch Hội đồng Tư vấn chính sách tài chính, tiền tệ quốc gia (2016-2020) |
| 46  |                     | Trương Hòa Bình (1955)        | 9 tháng 4 năm 2016   | 28 tháng 7 năm 2021                      | 5 năm, 110 ngày     | Phó Thủ tướng thường trực Chính phủ                                                                                          | - Chủ tịch Ủy ban An toàn giao thông Quốc gia (2016-2021) - Chủ tịch Ủy ban An ninh hàng không dân dụng quốc gia (2016-2021) |
| 47  |                     | Trịnh Đình Dũng (1956)        | 9 tháng 4 năm 2016   | 7 tháng 4 năm 2021                       | 4 năm, 363 ngày     | Phó Thủ tướng Chính phủ | - Trưởng Ban chỉ đạo Trung ương về Phòng chống thiên tai (2016-2021) |
| 48  |                     | Lê Minh Khái (1964)           | 8 tháng 4 năm 2021   | 26 tháng 8 năm 2024                      | 3 năm, 140 ngày     | Phó Thủ tướng Chính phủ | - Chủ tịch Hội đồng tư vấn chính sách tài chính, tiền tệ quốc gia (2022-2024) |
| 49  |                     | Lê Văn Thành (1962-2023)      | 8 tháng 4 năm 2021   | 22 tháng 8 năm 2023                      | 2 năm, 136 ngày     | Phó Thủ tướng Chính phủ | - Trưởng Ban chỉ đạo Trung ương về Phòng chống thiên tai (2021-2023) - Mất khi đang tại nhiệm |
| 50  |                     | Trần Lưu Quang (1967)         | 5 tháng 1 năm 2023   | 26 tháng 8 năm 2024                      | 1 năm, 234 ngày     | Phó Thủ tướng Chính phủ | - Chủ tịch Ủy ban An toàn giao thông Quốc gia (2023-2024) - Chủ tịch Ủy ban An ninh hàng không dân dụng quốc gia (2023-2024) |
| 51  |                     | Trần Hồng Hà (1963)           | 5 tháng 1 năm 2023   | Đương nhiệm                              | 2 năm, 223 ngày     | Phó Thủ tướng Chính phủ | - Chủ tịch Ủy ban An toàn giao thông Quốc gia (2024-nay) - Chủ tịch Ủy ban An ninh hàng không dân dụng quốc gia (2024-nay) - Trưởng Ban Chỉ đạo Trung ương về phòng chống thiên tai (2023-nay)                                                                         |
| 52  |                     | Lê Thành Long (1963)          | 6 tháng 6 năm 2024   | Đương nhiệm                              | 1 năm, 71 ngày      | Phó Thủ tướng Chính phủ | - Chủ tịch Hội đồng quốc gia giáo dục và Phát triển nhân lực - Chủ tịch Ủy ban quốc gia phòng, chống AIDS và phòng, chống tệ nạn ma túy, mại dâm |
| 53  |                     | Nguyễn Hòa Bình (1958)        | 26 tháng 8 năm 2024  | Đương nhiệm                              | 355 ngày            | Phó Thủ tướng Thường trực Chính phủ                                                                                          | - Trưởng Ban Chỉ đạo phòng chống tội phạm - Trưởng Ban chỉ đạo về rà soát, tháo gỡ khó khăn, vướng mắc liên quan đến các dự án tồn đọng kéo dài trên phạm vi cả nước                                                                                                   |
| 54  |                     | Hồ Đức Phớc (1963)            | 26 tháng 8 năm 2024  | Đương nhiệm                              | 355 ngày            | Phó Thủ tướng Chính phủ | - Chủ tịch Hội đồng tư vấn chính sách tài chính, tiền tệ quốc gia - Trưởng Ban Chỉ đạo Trung ương về cải cách chính sách tiền lương, bảo hiểm xã hội và ưu đãi người có công                                                                                           |
| 55  |                     | Bùi Thanh Sơn (1962)          | 26 tháng 8 năm 2024  | Đương nhiệm                              | 355 ngày            | Phó Thủ tướng Chính phủ | - Bộ trưởng Bộ Ngoại giao (4/2021-nay) - Trưởng Ban Chỉ đạo Nhà nước các chương trình, công trình, dự án quan trọng quốc gia, trọng điểm ngành năng lượng |
| 56  |                     | Mai Văn Chính (1961)          | 18 tháng 2 năm 2025  | Đương nhiệm                              | 179 ngày            | Phó Thủ tướng Chính phủ | - Trưởng Ban Chỉ đạo nhà nước về du lịch |
| 57  |                     | Nguyễn Chí Dũng (1960)        | 18 tháng 2 năm 2025  | Đương nhiệm                              | 179 ngày            | Phó Thủ tướng Chính phủ | - Chủ tịch Hội đồng quy hoạch quốc gia - Trưởng Ban Chỉ đạo đổi mới, phát triển kinh tế tập thể, hợp tác xã |